# 立花鑑広
立花 鑑広（たちばな あきひろ）は、筑後国柳河藩の第10代藩主。第9代藩主・立花鑑賢の長男。母は側室の清光院（宝珠山玄琢の娘）。婚約者は山内豊資の養方叔母・兎見（山内豊策の娘）。夭折により末期養子規定の都合上、同母弟の立花鑑備が公式上、鑑広と同一人物ということになったために、明治35年（1902年）まで死去が極秘とされ、歴代藩主に数えられなかった。官位はなし。

## 生涯
文政6年（1823年）8月21日、柳河にて生まれる。文政13年3月23日（1830年）に父に嗣子として指名され、その年の5月6日に柳川城下を発ち、江戸に上る。直後に父が死去したため、同年8月19日にその家督を継いだ。しかし天保4年2月（1833年）に病に倒れ、11歳という幼少で死去した。
将軍に御目見することもなかった11歳では末期養子の許可が下りないと思われたので、鑑広は生存していることにして極秘に弟の鑑備が家督を継いだ。このために公式上は鑑広と鑑備は同一人物とされ、弟の鑑備はしばらく「立花万寿丸鑑広」を称し、後に改名した。
なお、1902年（明治35年）まで立花鑑広と立花鑑備が別人であることが極秘とされていたために、公表されるまでは鑑広改め鑑備が10代、鑑寛が11代ということになっており、墓も嘉永年間まで造られず、観音堂を造って代用された。

## 系譜
- 父：立花鑑賢（1789年 - 1830年）
- 母：文子、清光院 - 宝珠山玄琢の娘
- 婚約者：兎見 - 山内豊資の養方叔母、山内豊策の娘